# Biadaszki (Ostrów Wielkopolski, Gran Polonia)
Biadaszki es un pueblo en el distrito administrativo de la gmina de Odolanów, inserta en el distrito de Ostrów Wielkopolski, Voivodato de Gran Polonia, en el centro oeste de Polonia. Se encuentra aproximadamente a 5 kilómetros de  Odolanów, a 11 kilómetros al suroeste de Ostrów Wielkopolski, y a 102 kilómetros al sureste de la capital regional Poznań.